# Candelaria (nombre)
Candelaria es un nombre propio femenino de origen latino en su variante en español. Proviene del latín candela (vela), procedente de candeo (estar candente, encendido), derivado a su vez de la raíz indoeuropea kand (brillar). El nombre procede de la fiesta de la Purificación de la Virgen, que se celebra con una procesión de velas (candelas). Sus hipocorísticos son "Calala", "Cañi","Cande" o "Candi".

## Santoral
- 2 de febrero: Virgen de la Candelaria.

## Personas
- Candelaria Molfese, actriz y cantante argentina
- Candelaria "Lelé" Tinelli, cantante argentina

## Enlaxe externo
- Wikcionario  tiene definiciones y otra información sobre Candelaria.

- Datos: Q3655176
- Multimedia: Candelaria (given name) / Q3655176